# Кремер, Якоб Ян
Я́коб Ян Кре́мер (нидерл. Jacob Jan Cremer; 1 сентября 1827 — 5 июня 1880) — нидерландский новеллист, был живописцем.
Его «Betuwsche novellen» (Лейден, 1856; деревенские рассказы) — одно из лучших произведений нидерландской литературы. Повесть Кремера «Fabrickskinderen» изобразила положение малолетних фабричных так ярко, что общество впервые обратило внимание на совершавшуюся перед его глазами эксплуатацию слабых и беззащитных. Критика называла Кремера голландским Диккенсом. Все произведения Кремера, не исключая и драматических, написаны с социальными целями: автор взывал к сытым, обращая их внимание на голодных и обездоленных. С той же целью Кремер созвал ряд публичных конференций, и слушать его стекались со всех концов Нидерландов. Когда он умер, вся страна оплакивала его, как писателя и великого друга народа.
Кремер написал также роман: «De Lelie van ’s-Gravenhage», повести «Daniel Sils» (1856), «Anna Rooze» (1867), «Dokter Helmond en zijn vrouw» (1869), «Hanna de freule» (1872) и др., драмы; «Boer en edelman» (1864) и «Emma Bertholt» (1865). Стихотворения его вышли в 1873. Собрание его сочинений: «Romantische werken» (Лейден, 1887—1888). Биографию его написал Ян тен-Бринк, в «Geschiedenis der Noord-Nederlandsche letteren» (Амстердам, 1887—1890).